# Стохная
Стохная (рум. Stohnaia) — село в Резинском районе Молдовы. Наряду с сёлами Бошерница и Чорна входит в состав города Резина.

## География
Село расположено на высоте 77 метров над уровнем моря.

## Население
По данным переписи населения 2004 года, в селе Стохная проживает 717 человек (332 мужчины, 385 женщин).
Этнический состав села:
| Национальность | Число жителей | Процентный состав |
| -------------- | ------------- | ----------------- |
| молдаване      | 692           | 96,51             |
| украинцы       | 12            | 1,67              |
| русские        | 11            | 1,53              |
| гагаузы        | 1             | 0,14              |
| прочие         | 1             | 0,14              |
| Всего          | 717           | 100 %             |